# Thống chế (Đức Quốc xã)
Thống chế (tiếng Đức: Generalfeldmarschall, phát âmⓘ) là cấp bậc quân sự cao cấp trong Quân đội Đức Quốc xã. Cấp bậc này từ được xem là cấp bậc quân sự cao nhất của Đức Quốc xã. Từ năm 1940, cấp bậc này được xếp dưới cấp bậc Thống chế Đế chế. Sau năm 1945, các cấp bậc thống chế đều bị bãi bỏ.

## Lược sử
Cấp bậc Thống chế từng tồn tại trong lịch sử các tiểu quốc Đức từ thế kỷ XVI. Sau khi Đế quốc Đức thống nhất được thành lập, 37 người được phong quân hàm này, trong đó gần phân nửa là các quân chủ hoặc vương công các quốc gia hoặc tiểu quốc Đức. Sau thất bại trong Thế chiến thứ nhất, nước Đức được chuyển đổi thành nên Cộng hòa Weimar, được thành lập theo các quy tắc trong Hiệp ước Versailles. Lục quân Đức bị giảm quy mô xuống còn 100.000 người, Hải quân Đức cũng giảm xuống còn 15.000 người cùng với những hạn chế nghiệm ngặt về đội tàu chiến, Không quân Đức bị bãi bỏ. Với quy mô bị giới hạn, do đó không có một thống chế nào được phong cấp trong thời kỳ Cộng hòa Weimar.
Sau khi Hitler lên nắm quyền, đã tìm cách phá vỡ Hiệp ước Versailles, nhanh chóng gia tăng sức mạnh quân sự Đức. Ngày 20 tháng 4 năm 1936, Bộ trưởng Chiến tranh Werner von Blomberg được Hitler phong quân hàm Thống chế, trở thành tướng lĩnh đầu tiên thụ phong quân hàm này trong chế độ Đức Quốc xã. Hai năm sau đó, ngày 4 tháng 2 năm 1938, Bộ trưởng Hàng không Hermann Göring cũng được thăng lên quân hàm này.
Trong 7 năm sau đó, có thêm 23 sĩ quan Heer và Luftwaffe được thăng hàm Thống chế. Ngoài ra có thêm 2 sĩ quan Kriegsmarine thụ phong quân hàm Đại đô đốc. Hầu hết đều là các tướng lĩnh hiện dịch, trừ trường hợp của Eduard von Böhm-Ermolli được phong hàm danh dự.
Người cuối cùng thụ phong quân hàm này là Robert Ritter von Greim, Tổng tư lệnh Luftwaffe, thụ phong ngày 25 tháng 4 năm 1945, khi mà Hồng quân đã vây chặt thành phố Berlin. Một tuần sau đó, Berlin đầu hàng.

## Danh sách các Thống chế Đức Quốc xã
- 20 tháng 4 năm 1936 - Werner von Blomberg
- 4 tháng 2 năm 1938 - Hermann Göring (năm 1941 được phong Reichsmarschall tức "Thống chế Đế chế", là quân hàm cao nhất của Đức Quốc xã, chỉ phong cho Göring trong suốt Thế chiến II, các thống chế còn lại có quân hàm Generalfeldmarschall)
- 19 tháng 7 năm 1940 - Walther von Brauchitsch
- 19 tháng 7 năm 1940 - Albert Kesselring
- 19 tháng 7 năm 1940 - Wilhelm Keitel
- 19 tháng 7 năm 1940 - Günther von Kluge
- 19 tháng 7 năm 1940 - Wilhelm Ritter von Leeb
- 19 tháng 7 năm 1940 - Fedor von Bock
- 19 tháng 7 năm 1940 - Wilhelm List
- 19 tháng 7 năm 1940 - Erwin von Witzleben
- 19 tháng 7 năm 1940 - Walther von Reichenau
- 19 tháng 7 năm 1940 - Erhard Milch
- 19 tháng 7 năm 1940 - Hugo Sperrle
- 19 tháng 7 năm 1940 - Gerd von Rundstedt
- 31 tháng 10 năm 1940 - Eduard von Böhm-Ermolli
- 22 tháng 6 năm 1942 - Erwin Rommel
- 30 tháng 6 năm 1942 - Georg von Küchler
- 1 tháng 7 năm 1942 - Erich von Manstein
- 31 tháng 1 năm 1943 - Friedrich Paulus
- 1 tháng 2 năm 1943 - Paul Ludwig Ewald von Kleist
- 1 tháng 2 năm 1943 - Maximilian von Weichs
- 1 tháng 2 năm 1943 - Ernst Busch
- 16 tháng 2 năm 1943 - Wolfram von Richthofen
- 1 tháng 3 năm 1944 - Walther Model
- 5 tháng 4 năm 1945 - Ferdinand Schörner
- 25 tháng 4 năm 1945 - Robert Ritter von Greim